# Giáo phận vương quyền Chur
Giáo phận vương quyền Chur (tiếng Đức: Hochstift Chur, Fürstbistum Chur, Bistum Chur) là một Thân vương quốc Giáo hội của Đế quốc La Mã Thần thánh, và có Quyền đế quốc trực tiếp. Giáo phận vương quyền Chur kiểm soát vùng đất tiếp giáp từ thành phố Chur, tới Engadin và Vinschgau. Nhà nước lịch sử phải được phân biệt với Giáo phận Chur của Công giáo La Mã vẫn còn tồn tại, ngay cả khi giám mục là cùng một người.
Họ được lãnh đạo bởi Liên đoàn nhà của Chúa từ thế kỷ XV. Sau đó, Liên đoàn Thứ ba tiếp quản mọi quyền lực hiệu quả từ Giáo phận vương quyền (trong khi ở Vinschgau quyền kiểm soát được chuyển cho Quân chủ Habsburg), và sau Cải cách Kháng nghị, các điền trang của giám mục vẫn là lãnh thổ duy nhất của Thân vương quốc. Giám mục vương quyền xứ Chur có phiếu số 51 trong Đại hội Đế chế.

### Sách
- Büsching, Anton Friedrich (1762). A New System of Geography. Oxford. ISBN 9781371415914.
- Dopsch, Alfons (2013). The Economic and Social Foundations of European Civilization. London: Routledge. ISBN 9781135032388.
- Napran, Laura (2005). Chronicle of Hainaut. Woodbridge: The Boydell Press. ISBN 9781843831204.
- Oechsli, Wilhelm (2013). History of Switzerland, 1499-1914. Cambridge: Cambridge University Press. ISBN 9781107629332.
- Pixton, Paul B. (1995). The German Episcopacy and the Implementation of the Decrees of the Fourth Lateran Council: 1216-1245 : Watchmen on the Tower. Leiden: Brill. ISBN 9789004102620.
- Stieber, Joachim W. (1978). Pope Eugenius IV, The Council of Basel and the Secular and Ecclesiastical Authorities in the Empire: the Conflict Over Supreme Authority and Power in the Church. Leiden: Brill. ISBN 9789004052406.
- Walsh, Michael (2007). A New Dictionary of Saints: East and West. Collegeville: Liturgical Press. ISBN 9780814631867.

### Websites
- The Alps - 4.1 Church and Religious Life bằng các tiếng  Đức, Pháp, và Ý trong quyển Từ điển lịch sử Thụy Sĩ.